# Teatro Elpidio Jenco (Viareggio)
Il teatro Elpidio Jenco è un teatro situato nel comune di Viareggio.

## Storia e descrizione
Quello che oggi è il teatro, fu costruito nel 1962 ed era l' “aula magna” della scuola media. Negli anni 2002-2003 fu ampliato, ristrutturato e messo a norma e destinato a teatro, separandolo dalla scuola. Come teatro è stato utilizzato fino al 2014, quando si è dovuto chiudere l’edificio con la motivazione che era sprovvisto del Certificato prevenzioni incendi.
Il 30 marzo 2018 partono gli interventi di ristrutturazione.
Il 27 ottobre 2018 viene inaugurato il Teatro Jenco con il duo jazz Riccardo Arrighini e Alessandro Tofanelli. 
Con la chiusura del Teatro Politeama, la stagione teatrale è ospitata dal Teatro Jenco.